# مسترز و جانسون

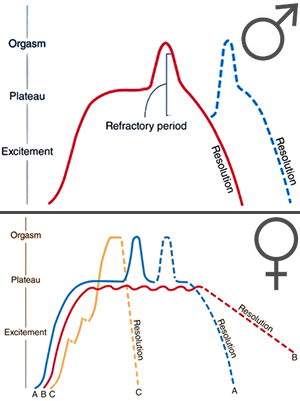
روند رسیدن به اورگاسم و بعد از آن در مرد و زن

مسترز و جانسون (به انگلیسی: Masters and Johnson) یک تیم تحقیقاتی متشکل از ویلیام مسترز و ویرجینیا جانسون بود؛ که در بین سال‌های ۱۹۵۷ تا دهه ۱۹۹۰ بر روی ماهیت پاسخ جنسی انسان و تشخیص و درمان بیماری‌های جنسی تحقیق می‌کردند. یک سریال دراماتیک از تحقیقات ویلیام مسترز و ویرجینیا جانسون به نام کارشناسان سکس در رابطه با پاسخ جنسی انسان از شبکه شو تایم آمریکا در سال ۲۰۱۳ ساخته شده‌است. همچنین کتابی تحت عنوان واکنش جنسی انسان با ترجمه هدایت موتابی در انتشارات فروزش به چاپ رسیده‌است. 